# Scopula ansorgei
Scopula ansorgei är en fjärilsart som beskrevs av W. Warren 1899. Scopula ansorgei ingår i släktet Scopula och familjen mätare. Inga underarter finns listade.